# Sumadíhida
Els Banu Sumàdih (àrab: بنو صمادح, Banū Ṣumādiḥ) o els sumadíhides fou una nissaga que va governar l'emirat d'Almeria del setembre del 1038 al 1091. Era d'origen kindita i tugibita.
El governador Man ibn Muhàmmad es va fer independent de València vers el 1041 o 1042. El va heretar el 1051 el seu fill, el poeta anomenat al-Mútassim, que va haver de vèncer una revolta del seu germà (vers 1051-1052). A la mort d'al-Mútassim, el 1091, el successor fou un dels seus fills, o bé Abu-Muhàmmad Abd-Al·lah (o Ubayd-Al·lah) ibn Muhàmmad ibn Man ibn Muhàmmad ibn Sumàdih, titulat Izz-ad-Dawla o Ízzat-ad-Dawla, o bé Abu-Jàfar (o Abu-Marwan) Àhmad ibn Muhàmmad ibn Man ibn Muhàmmad ibn Sumàdih, titulat Muïzz-ad-Dawla, que, davant l'amenaça almoràvit, va abandonar el territori per marxar a Bugia, tot deixant el govern a un cosí que va haver d'entregar Almeria als almoràvits.

## Llista d'emirs
- Man ibn Muhàmmad (1041-1051)
- Al-Mútassim ibn Sumàdih (1051-1091)
  - Sumàdih ibn Man, germà, revoltat contra al-Mútassim (1051)
- Muïzz-ad-Dawla ibn Sumàdih (o potser Izz-ad-Dawla ibn Sumàdih) (1091)
- Mawr-ad-Dawla (1091)
- als almoràvits (1091)